# 羅賓 (漫畫)
罗宾（英語：Robin）是由美国DC漫画出版的漫画书中的超级英雄之一。这个角色由比尔·芬格、鲍勃·凯恩和杰里·罗宾逊所创造，作为超级英雄蝙蝠侠的年轻助手，其名字為初代羅賓命名，名字根源來自知更鳥，指的是他出生在第一隻美洲知更鳥到來的那一天。
角色的第一个扮演者迪克·格雷森在《侦探漫画》第38期（1940年4月出版）中登场。作为吸引年轻读者的策略，罗宾这个角色得到了非常积极的评价，将蝙蝠侠系列漫画书的销量提升了一倍。
罗宾的早期冒险内容包括《星条漫画》第65期到第130期（1947年－1952年），这也是该角色的首个个人故事。从1940年到1980年代初，罗宾定期出现在蝙蝠侠漫画书或其他DC漫画书中，直到迪克·格雷森抛弃罗宾这个角色而成为另一个超级英雄——夜翼。蝙蝠侠与罗宾这对超级英雄组合也通常被称为“披风斗士（Caped Crusaders）”或“活力双雄（Dynamic Duo）”。
罗宾的第二个扮演者是杰森·托特，而由他扮演的罗宾则是在《蝙蝠侠》第357期（1983年出版）中首次登场。杰森·托特版罗宾很快就成为《蝙蝠侠》漫画系列中的常驻角色，直至1988年这个角色在《蝙蝠侠：家人之死》中被小丑杀死。但在一次现实变革事件之后，杰森·托德发现自己依旧活着，而他最后成为了红头罩。
首部罗宾限定系列漫画在1991年出版，而当中的罗宾则是由蒂姆·德雷克扮演。和前两代罗宾扮演者不同，蒂姆·德雷克是主动进行培训以期成为蝙蝠侠的义警搭档。在两部续期都取得成功之后，属于罗宾的《罗宾》连载系列月刊开始于1993年连载，直至2009年结束。这部漫画帮助蒂姆·德雷克从他自己的角度成为一个新的超级英雄——红罗宾。
在2004年的故事线中，斯蒂芬妮·布朗在蒂姆·德雷克回归之前短暂取代他而成为第四代罗宾。而在2009年的故事线中，达米安·韦恩通过《蝙蝠侠：披风争夺战》取代蒂姆·德雷克成为第五代罗宾。
从2011年开始，DC漫画开始持续性重启“新52”。在“新52”的DC漫画世界中，蒂姆·德雷克被设定为“红罗宾”；而杰森·托特被设定为“红头罩”，并正在缓慢修复他与蝙蝠侠的关系。而在2014年出版的《蝙蝠侠：不朽传奇》中，迪克·格雷森恢复了他“夜翼”的称号，而斯蒂芬妮·布朗也介绍了她的新绰号——“乱局者”。
从2016年“DC重启”持续性重开连载之后，达米安·韦恩被设定为“罗宾”；蒂姆·德雷克被设定为“红罗宾”；杰森·托特被设定为“红头罩”；迪克·格雷森被设定为“夜翼”。
由于DC漫画长期推行“DC多元宇宙”，故而罗宾在其他平行宇宙中也有登场。例如：在原初版“地球2”中，迪克·格雷森就从来没有使用过“夜翼”这个称号，而是作为罗宾直至成年；但在“新52”版的“地球2”中，罗宾却是由海伦娜·韦恩扮演，她是蝙蝠侠与猫女的女儿，后来成为“女猎手”。

## 人物传记

### 迪克·格雷森（Dick Grayson）
迪克·格雷森原是一名八歲的馬戲團雜技演員，是在以雜技為生的家族—「飛天格雷森家族」（Fly Grayson）之中年紀最小的家族成員。其後迪克的雙親被壞人所殺，而「蝙蝠俠」布魯斯·韋恩把他收養為兒子，而且教導他戰鬥和調查的技巧和與他進行嚴格的體能訓練等。不久後，迪克成為了蝙蝠俠的得力助手，亦成為了第一代的羅賓，其後，蝙蝠俠與羅賓合作，把殺死迪克的雙親的兇手繩之於法。
在羅賓出場的時間內，羅賓順利地完成高中的學校課程以及修讀大學課程，但他仍然能夠披上羅賓的戰衣維持和平。從1980年代開始，由於《新少年悍將》的成功，於是漫畫公司把迪克·格雷森脫離蝙蝠俠的影子，自立門戶成為一名獨立的英雄—夜翼。在布魯斯·韋恩因故失蹤時（Batman R.I.P）短暫地擔任蝙蝠俠的身分。 而在《布魯斯·韋恩：歸來》的劇情結束後回歸夜翼的身分。
在新52版的《蝙蝠侠》劇情中有提到格雷森一家的祖先曾經被「貓頭鷹法庭」組織製作成殺人傀儡「利爪」。

### 傑森·托特（Jason Todd）

在1988年的蝙蝠俠漫畫第428期中，蝙蝠俠發現傑森·托特已經死去。

DC漫畫在最初對把迪克·格雷森轉為夜翼（Nightwing）和把傑森·托特改為新任的羅賓十分犹豫，為了使這個大改動最小化，第二代的羅賓的出身背景基本上和第一代的羅賓大致相同。第二代羅賓為傑森·托特（Jason Todd），在1983年出版的蝙蝠俠漫畫#357中首次出現。
傑森也是一個雜技表演家族中的成員，其後親人被罪犯所殺，最後被蝙蝠俠所收養，成為了第二代的羅賓。在這一代的羅賓，頭髮是紅色的而且充滿活力，而且會穿上雜技表演服裝對付罪惡。直至第一代羅賓迪克·格雷森臨別時把羅賓服送給他，他才真正成為第二代羅賓還把頭髮染成黑色，後起源改為貧民區的流浪兒，生母為小丑部下。
可是第二代羅賓的出現並不受歡迎，DC漫畫曾進行電話投票，讓讀者決定傑森會否死在小丑的手上，結果竟然是支持者較多，結果，漫畫中羅賓被小丑所殺，蝙蝠俠從瓦礫中尋回傑森的屍體。後來因為至尊小超人為逃離天堂維度猛力擊打水晶牆使現實震盪，因而導致他的復活。
在其他平行世界中，他是被拉斯·奧·古用拉撒路之池的水復活，以彌補拉斯·奧·古對蝙蝠俠的抱歉。
在新52時期，傑森的復活為塔莉雅不顧拉斯·奧·古的反對執意要復活傑森，於是將傑森送入拉撒路之池復活，也因為塔莉雅，傑森去了大種性接受嚴苛的訓練。
此外在Rocksteady Studios開發製作的遊戲《蝙蝠俠：阿卡漢騎士》中，傑森·托特並沒有真正被小丑殺死；而是被小丑在蝙蝠俠：阿卡漢瘋人院中虐待了將近一年。從此他認為蝙蝠俠並不關心他的死活，并立志要向蝙蝠俠復仇。於是在和稻草人的合作下，他以阿卡漢騎士的身份帶領一群武裝部隊佔領了高譚市，但最終被蝙蝠俠擊敗并回心轉意幫助蝙蝠俠擊敗了稻草人。

### 蒂姆·德雷克（Tim Drake）
當DC漫畫把羅賓的生死決定權交給讀者後，很多讀者都認為DC漫畫想把蝙蝠俠這個角色變得更獨立化，加上，於1989年上映的蝙蝠俠電影完全沒有提及羅賓，羅賓的市場影響力減少，很多讀者都認為不會有新羅賓的出現。但是，蝙蝠俠的編輯Denny O'Neil再一次把羅賓引進漫畫之中。
第三代的羅賓，在蝙蝠俠漫畫第436期以回憶的方式出現，他在那時是個年輕有為的青年，經常和蝙蝠俠和羅賓等冒險，而且他也是「飛天格雷森家族」（Fly Grayson）謀殺案一事的目擊者，DC漫畫想藉此和第一代羅賓加深聯繫，令讀者更加接受這位新羅賓。
第三代羅賓一直希望成為「全世界最好的偵探」，蝙蝠俠也認為蒂姆·德雷克會有一天會成功。儘管這一代羅賓格鬥技巧不及前任的迪克和傑森，可是他的調查技巧就有過之而無不及。另外，蝙蝠俠曾提供新的羅賓服裝給羅賓，以改善羅賓格鬥技巧。
在這位羅賓在漫畫中出現後，他以樂觀、有趣的性格得到了讀者的歡心，他也是眾多羅賓之中能夠以主角身份出版漫畫的角色。現在獨立成為紅羅賓。
不過在華特兄弟所出的電影未來蝙蝠俠：小丑的歸來（Batman Beyond - Return of the Joker （页面存档备份，存于））中，蒂姆·德雷克因為被小丑拐帶，然後被逼至瘋癲，變成迷你版的小丑。好不容易，小丑被制服，蒂姆·德雷克也經過一年艱辛終於恢復，但是蝙蝠俠因為這件事的影響，因為不肯再讓他的搭擋們羅賓和蝙蝠女孩（芭芭拉·戈登）冒險，禁止他們再出動。後來發現，在蝙蝠俠和小丑的最後一戰中, 蒂姆·德雷克被一個基因核心晶片控制基因和記憶改造為小丑的複製。「復活」的小丑企圖完全佔據蒂姆·德雷克，以他衛星工程師的身分和知識策劃擊垮布魯斯和新的蝙蝠俠。最後藉新蝙蝠俠破壞掉基因核心晶片，蒂姆·德雷克獲救，小丑也完全消滅。這是動畫的原創故事，與漫畫情節無關。

### 史蒂芬妮·布朗（Stephanie Brown）
父親是蝙蝠俠的一個對手線索大師（Cluemaster），本來是一名個性叛逆的少女，後來以掠奪者（Spoiler）的身分想阻止父親的犯罪行為。在漫畫中出現的時間比卡珊德拉·該隱還早，但擔任蝙蝠女孩是在她之後的事。
曾與卡珊德拉同時接受過當時以神諭身分活動的芭芭拉·高登的指導，並與第三代羅賓——蒂姆·德雷克交往。在蒂姆某次短暫辭去羅賓職務時曾代替他成為羅賓，也是蝙蝠俠漫畫正史上唯一一位女性羅賓。
不過蝙蝠俠認為她的能力不足，不能和自己一同行動，好勝的史蒂芬妮為了證明自己，於是盜走蝙蝠俠構想中的一個對付高譚市黑幫的計劃，希望透過成功執行該次行動來證明自己的能力，不過計劃隨後失控，史蒂芬妮也在混亂中被槍擊，最後被送到蝙蝠俠的友人萊絲莉·湯普金斯醫生那進行急救。萊絲莉本來就反對蝙蝠俠讓羅賓、蝙蝠女孩這樣的少年少女被蝙蝠俠啟用成為助手的事，於是她故意謊稱史蒂芬妮急救無效，希望藉此來警告蝙蝠俠，並把史蒂芬妮暗中送出高譚市去療養。
从新52重启开始，史蒂芬妮的罗宾历史被彻底抹去，并由新身份“搅局者”接替。

### 達米安·韋恩（Damian Wayne）
他是布魯斯和刺客聯盟首領女兒之子。而在他出現前布魯斯根本不知道自己有這麼一個兒子，所以他是由身為反派的母親扶養長大，且受到刺客聯盟的訓練。（跟地球-2的海倫娜·韋恩一樣，是蝙蝠俠的私生子女。）
而他的叛逆和因為自小受到的訓練導致的暴力行為讓布魯斯非常頭痛。有一段時間（布魯斯失蹤）在初代羅賓代班的蝙蝠俠身邊擔任輔助的角色。
在2012年新版的《蝙蝠侠与罗宾》漫畫中因為父親布魯斯回歸而正式成為父親的助手，並且成功扭轉了一直以來被讀者負面評價的形象。此外在目前《蝙蝠侠与罗宾》的連載劇情描寫中有在心態上日漸成熟的趨勢。
在Batman Inc（蝙蝠俠群英會） #8（2013年）中因為跟恐怖組織利維坦對決而壯烈犧牲，在《蝙蝠俠與羅賓》#18中留信給父親坦承了「母親給予我生命，但是父親你給予我生存意義」使得看到信的布魯斯韋恩（蝙蝠俠）哀痛不已。
但是在《蝙蝠俠與羅賓》的後期連載中，刺客聯盟首領拉斯阿古將達米安與其母妲莉亞的遺體偷出並試圖用拉薩路池讓兩人復活（如同第二代羅賓傑森一樣），但中途遭到天啟星的人干涉並強奪走達米安的遺體，憤怒的蝙蝠俠不惜與正義聯盟成員翻臉也要穿上當初正義聯盟為其打造的「地獄蝠」戰甲單槍匹馬殺上天啟星把兒子帶回並復活。2015年的《蝙蝠俠與羅賓》#38故事中，達米安復活並擁有了超能力。於#40恢復正常。

## 其他版本

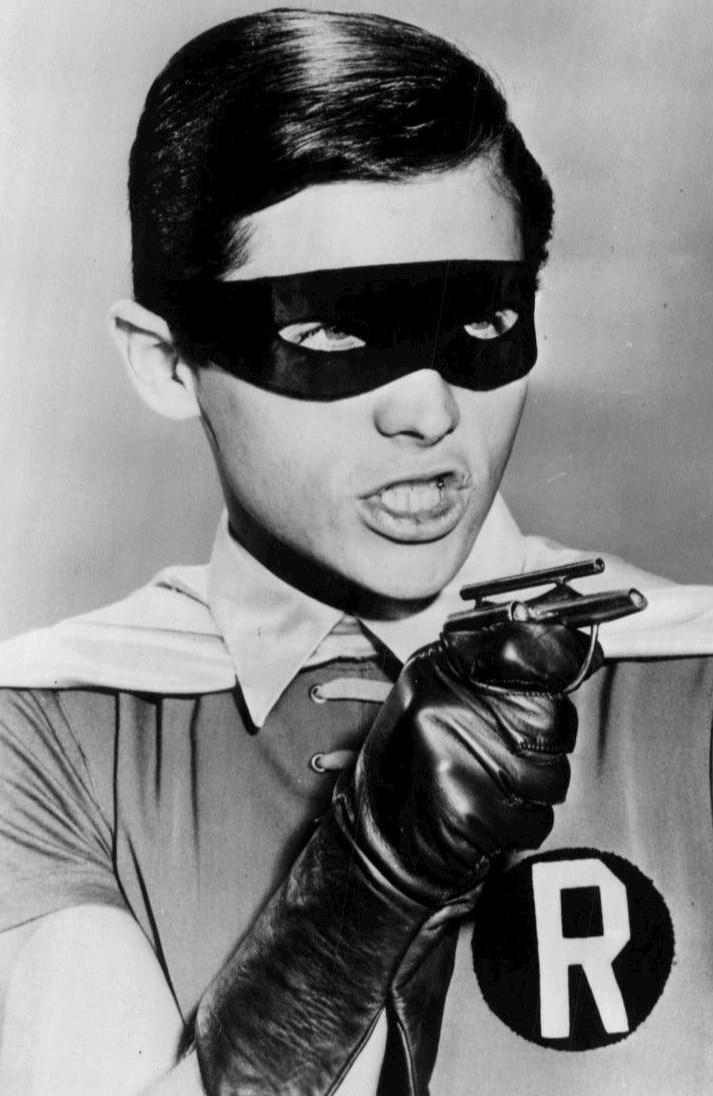
羅賓 (漫畫)60年代電視版羅賓，Van Williams飾演

### 布鲁斯·韦恩
20世纪50年代的蝙蝠侠故事以布鲁斯·韦恩年轻时的经历为主，此时的布鲁斯·韦恩化名罗宾与一名名叫哈维·哈里斯（Harvey Harris）的著名侦探学习侦探工作的基本知识。布鲁斯·韦恩之所以选择假身份是为了防止哈维·哈里斯得知自己接近他并跟他学习的真正动机，但这个假身份也导致了哈维·哈里斯对青少年时代的布鲁斯·韦恩充满成见。尽管这个故事在1980年代还是比较符合正传的（在1980年拍摄的迷你剧《蝙蝠侠：不为人知的传奇》中有过重新设定），但是在后危机时代中对故事进行了重新设定，以便布鲁斯·韦恩成为蝙蝠侠之前自称罗宾的时候可以穿着任何样式的服装。约翰·拜恩在他的非正传作品《超人与蝙蝠侠：世代》中也引入了这个设定。
在后危机时代中，布鲁斯·韦恩使用罗宾身份时也有一个案例。在《蝙蝠男孩与罗宾（Batboy & Robin）》的“青年之罪（Sins of Youth）”中，布鲁斯·韦恩与蒂姆·德雷克的年纪发生了互换。为了保持蝙蝠侠这个身份，蒂姆不得不在布鲁斯扮演罗宾的时候扮演蝙蝠侠。

### 地球2的罗宾（“无限地球危机”前）
在地球2上，这是DC漫画家族黄金时代超级英雄们的家乡，迪克·格雷森在成年后继续扮演罗宾，而没有为罗宾寻找后续继承人，即便在蝙蝠侠去世之后亦是如此。他在男孩时代的盟友是包括蝙蝠女侠和火鸟在内的全明星中队。
到了1960年代，迪克·格雷森已经成长为一个成年人，他的身份也变成了律师和南非大使。但是他依然作为罗宾在和犯罪分子做斗争，同时他的服装也更趋向于与蝙蝠侠一致。成年版的迪克·格雷森首次亮相是在《美国正义联盟（Justice League of America）》第55期上，他在这本漫画书中也成为了美国正义协会的成员之一。虽然他有段时间处于半退休的状态，但是他在超能女孩和闪星少年的帮助下重返正义协会，并与他们组成“超级中队（The Super Squad）”。
这个版本的罗宾似乎在1985年出版的《无限地球危机》中死亡，并且DC多元宇宙被缩减为一个宇宙，因此地球2上的罗宾和蝙蝠侠被认为从来没有出现过。但是随着漫画书《52》（2006年7月）和《闪点》（2011年）的出版，“地球2”的概念再度被提了出来并被重新设定了两次。

### 神奇玩偶
在《DC：100万》的故事中，美国正义联盟的超级英雄们遇到了来自宇宙中的各色英雄，其中包括来自853世纪的蝙蝠侠，此时他正在巡逻监狱行星——冥王星。这个版本的蝙蝠侠拥有一个机器人版的罗宾，这个罗宾是在他的父母被冥王星罪犯杀害之前根据他的个性制作的副本。
这个罗宾（他自称“神奇玩偶”）是T正义军团的成员。此外，他还有平衡蝙蝠侠阴暗性格的作用。

### 凯莉·凯利（Carrie Kelley）
在地球31，搭檔羅賓的死亡使蝙蝠俠布魯斯·韋恩十分內疚，於是他選擇了退休。
但之後的十多年，高譚市的治安不但沒有改善，反而出現了新的幫派「變種人幫」危害市民安全，加上蝙蝠俠的老對手雙面人、小丑的逃獄與重新崛起，使暗中觀察著高譚市一切的布魯斯終於無法忍受，他再次披上蝙蝠俠的戰衣重新上陣。
在對抗變種人幫的期間，名為卡莉·凱利的少女發現蝙蝠俠重出江湖的事實，崇拜著蝙蝠俠的她於是穿上了自製的羅賓制服，並在拯救了負傷的蝙蝠俠後獲得其認可，與他攜手共同打擊罪犯。

## 相关刊物
第一部罗宾的漫画迷你系列在1992年蒂姆·德雷克版罗宾登场后开始出版。该系列以罗宾接受训练为主要内容，并为他设置了对应的反派人物。而紧随出版的续集《罗宾Ⅱ：小丑的旷野（ ）》中，蒂姆·德雷克版的罗宾与谋杀他前任的凶手小丑开始斗智斗勇。随着蝙蝠侠的出城，该系列由罗宾与阿尔弗雷德一起终结了小丑的最后犯罪狂欢。最终卷《罗宾Ⅲ：哭泣的女猎手（Robin III: Cry of Huntress）》结束了这个三部曲系列，讲述了罗宾与女猎手的故事。1993年，由于三部曲的成功促使了罗宾的连载系列漫画的出现；直到2009年，该系列总共连载了183期。在《披风争夺战》之后，《罗宾》系列漫画的标题由《蝙蝠侠与罗宾》取代；但是在《红罗宾》的漫画月刊上，蒂姆·德雷克的故事还在继续连载。
《罗宾》连载漫画系列会与其他漫画，特别是《蝙蝠侠》系列漫画情节交叉，这包括：
| 《罗宾》期数             | 被情节交叉的漫画               |
| ------------------------ | ------------------------------ |
| 《罗宾》第1期            |                                |
| 《罗宾》第7期            | 《骑士任务：搜查》             |
| 《罗宾》第8期            | 《骑士终结》                   |
| 《罗宾》第9期            | 《骑士陨落：善后》             |
| 《罗宾》第10期－第13期   | 《挥霍》                       |
| 《罗宾》第14期           | 《骑士陨落三部曲》             |
| 《罗宾》第27期－第28期   | 《蝙蝠侠：瘟疫》               |
| 《罗宾》第32期－第33期   | 《蝙蝠侠：遗产》               |
| 《罗宾》第52期－第53期   | 《蝙蝠侠：大灾难》             |
| 《罗宾》第67期－第73期   | 《蝙蝠侠：无主之地》           |
| 《罗宾》第86期           | 《蝙蝠侠：倒下的公务员（Batman: Officer Down）》   |
| 《罗宾》第95期           | 《小丑：最后的笑容（Joker: The Last Laugh）》       |
| 《罗宾》第98期－第99期   | 《布鲁斯·韦恩：杀人凶手？》    |
| 《罗宾》第129期－第131期 | 《蝙蝠侠：战争游戏》           |
| 《罗宾》第168期－第169期 | 《蝙蝠侠：拉斯·奥·古尔的复活》 |
| 《罗宾》第175期－第176期 | 《蝙蝠侠：愿汝安息》           |

此外，两部与罗宾有关的漫画系列在2015年3月推出。由作家李·贝米霍和画师罗布·海恩斯（Rob Haynes）、卡里·兰多夫（Khary Randolph）创作的《我们是……罗宾》，这个系列讲述了哥谭市那些曾经以罗宾为名的少年们的故事。以及由帕特里克·格利森创作的《罗宾：蝙蝠侠之子（Robin, Son of Batman）》，该系列讲述了达米安·韦恩的冒险故事。

## 迴響评价
根据《娱乐周刊》2008年的报道，罗宾被评选为“最佳伙伴”之一。

## 其他媒体

羅賓於電影《蝙蝠俠與羅賓》（Batman & Robin）的服裝造型

迪克·格雷森版罗宾分别在1943年由道格拉斯·克罗夫特和在1949年由约翰尼·邓肯饰演。伯特·沃德则在1966年到1968年播出的《蝙蝠侠》电视剧及其在1966年推出的剧场版中饰演罗宾。而在真人电影《永远的蝙蝠侠》和《蝙蝠侠与罗宾》中，罗宾一角由克里斯·奧唐納饰演。2012年電影《黑暗騎士崛起》中，羅賓以一名叫做約翰·布萊克的警員形象登場，由喬瑟夫·高登-李維飾演。麦可·塞拉则为《乐高蝙蝠侠大电影》中的罗宾配音。
迪克·格雷森版的罗宾也出现在《蝙蝠侠》动画系列片中，而他的配音则由罗伦·莱斯特担任。但到了《蝙蝠侠新冒险》动画系列片中，蒂姆·德雷克取代迪克·格雷森成为罗宾，因而配音工作也交由马修·瓦伦西亚担任。
而在动画系列片《少年泰坦》中，由斯科特·门维尔配音的罗宾成为片中主角，他是片中一群少年超级英雄的领袖。根据其中几集的暗示，这一版本中的罗宾是迪克·格雷森。在第二季的“断裂（Fractured）”集中，这一版本的蝙蝠小子介绍自己是罗宾的“DNA伙伴”（拥有相同基因的孪生子）。蝙蝠小子给自己起名叫“诺斯亚基·希德（Nosyarg Kcid）”，而这个名字其实就是将“迪克·格雷森”倒过来拼写。而在另一集中，渡鸦读到罗宾的思想，看到一个男人和一个女人从空中飞人表演中坠落，而这个故事只发生在迪克·格雷森版的罗宾情节中。此外，在另外的一集中，星火前往未来并发现罗宾已经采用夜翼的身份。作为《少年泰坦》的续集，斯科特·门维尔继续为《少年泰坦 GO！》中的罗宾配音。
罗宾也在泽勒斯超市的1987年广告中出现，并带来了那句臭名昭著的广告词——“说得好！罗宾。”（Well said, Robin!）
在动画片《少年正义联盟》中，第一季罗宾Dick由杰西·麦卡特尼负责配音。第二季Dick改名夜翼，新任羅賓由Tim擔任。
2018年電視劇《泰坦》中，第一任羅賓迪克·格雷森與第二任羅賓傑森·托特都有在該劇中登場，前者由布蘭頓·思懷茲飾演，後者由克蘭·華特斯飾演。

## 精选版本
| 书籍名                       | 收录内容 | 页数  | 出版日期       | 书号                                                        |
| ---------------------------- | --- | ----- | -------------- | ----------------------------------------------------------- |
| 罗宾第1卷：重生              | 《蝙蝠侠》（第1卷）：第455期－第457期 《侦探漫画》（第1卷）：第618期－第621期 《罗宾》（第1卷）：第1期－第5期  | 296页 | 2015年11月10日 | ISBN 978-1401258573（简装版）                               |
| 罗宾第2卷：胜利              | 《蝙蝠侠》（第1卷）：第465期，第467期－第469期 《罗宾》（第2卷）：第1期－第4期 《罗宾》（第3卷）：第1期－第6期 | 360页 | 2016年3月22日  | ISBN 978-1401260897（简装版）                               |
| 罗宾第3卷：单飞              | 《罗宾》（第4卷）：第1期－第5期 《罗宾年刊》（第1卷）：第1期－第2期 《展台1993》：第5期－第6期，第11期－第12期 | 328页 | 2016年12月6日  | ISBN 978-1401263621（简装版）                               |
| 罗宾第4卷：转折              | 《罗宾》（第4卷）：第6期－第13期 《展台1994》：第5期－第6期                                                    | 264页 | 2017年7月25日  | ISBN 978-1401265878（简装版）                               |
| 罗宾第5卷：龙之战            | 《罗宾》（第4卷）：第14期－第22期 《罗宾年刊》（第1卷）：第3期 《侦探漫画》（第1卷）：第685期－第86期          | 328页 | 2018年1月2日   | ISBN 978-1401275129（简装版）                               |
| 罗宾 蝙蝠侠之子第1卷：血之年 | 《罗宾：蝙蝠侠之子》（第1卷）：第1期－第6期                                                                    | 176页 | 2016年3月29日  | ISBN 978-1401261559（精装版） ISBN 978-1401264796（简装版） |

### 脚注
1. ↑  中文译名参考自同系列动画电影《蝙蝠侠：披风斗士归来》
2. ↑  此处《蝙蝠侠》漫画中文译名参考资料蝙蝠侠吧。

### 出典
1. ↑  Daniels, Les. . Chronicle Books. 2004: 37. ISBN 0-8118-4232-0.
2. ↑  Bowles, Jason. . ScienceFiction.com. 2012-09-05  [2018-03-20]. （原始内容存档于2012-09-07）.
3. ↑  Edmond Hamilton (藝術家), Dick Sprang (鉛筆師), Charles Paris (著墨師). When Batman Was Robin 《侦探漫画》, 第226期 (1955-12). DC漫画.
4. ↑  [Mark Waid, Brian Augustyn (編劇), Val Semeiks (鉛筆師), Michael Bair (著墨師). Blood Secrets 《侦探漫画年刊》, 第2期 (1989). DC漫画.
5. ↑  Schott, Ben. . Entertainment Weekly (New York: Workman Publishing). 2008-03-21.